# Reglas de La Haya-Visby

Las Reglas de La Haya-Visby (la Convención Internacional para la unificación de ciertas reglas en materia de conocimientos) son un conjunto de normas internacionales para el transporte marítimo de mercancías; afecta al transporte en régimen de «conocimiento de embarque» exclusivamente. Son una versión, con ligeras variaciones, de las Reglas de La Haya originales, que el Comité Marítimo Internacional redactó en 1921, pero que se aprobaron en el Convenio Internacional de Bruselas de 1924. Es el convenio más difundido dentro del derecho marítimo, aunque está a favor del porteador y se ha quedado obsoleto debido al desarrollo del transporte marítimo por contenedor.
El nombre completo y oficial de las Reglas de la Haya es «Convenio para la Unificación de Ciertas Reglas en Materia de Conocimiento de Embarque» (en inglés, International Convention for the Unification of Certain Rules of Law relating to Bills of Lading), suscrito en Bruselas el 25 de agosto de 1924. Esta norma fue modificada posteriormente por el «Protocolo de Bruselas el 23 de febrero de 1968» —Reglas de Visby—. De ahí, la denominación abreviada de Reglas de La Haya—Visby.
En 1979 se realizó una segunda y última modificación, con el «Protocolo DEG de 21 de diciembre de 1979», para cuantificar la responsabilidad del porteador. Muchos países rehusaron adoptar las Reglas de La Haya—Visby y se mantuvieron en las Reglas de la Haya. Otros, que se adhirieron a las Reglas de La Haya—Visby, no adoptaron el Protocolo DEG de 1979. La entrada en vigor de esta última versión fue el 14 de febrero de 1984.
La hipótesis de las Reglas de La Haya—Visby (y del derecho anglosajón previo en el que se basan) era que, generalmente, un porteador tiene mucho más poder de negociación que un cargador, y que, para proteger los intereses del cargador/propietario de la carga, la norma debería imponer ciertas obligaciones mínimas del flete por parte del porteador. Sin embargo, las Reglas de La Haya—Visby resultaron un capítulo más de protecciones para navieros y armadores.

## Ámbito de aplicación
Las Reglas de La Haya—Visby se aplican al transporte marítimo en régimen de conocimiento de embarque si se cumple uno de los tres supuestos siguientes:
1. El conocimiento de embarque se formaliza en un estado firmante del convenio;
2. El transporte tiene como origen un puerto de un estado firmante;
3. El conocimiento de embarque estipula que el contrato de transporte se regirá por

## Obligaciones del porteador
Las obligaciones principales del naviero son «cargar, manipular, mantener, transportar, vigilar, custodiar y descargar, debida y adecuadamente, las mercancías objeto de transporte» y «realizar diligentemente las tareas necesarias para proporcionar un buque en estado de navegabilidad, con la equipación debida y la tripulación apropiada». Se sobreentiende que no se debe desviar de la ruta acordada o de la ruta habitual; pero el Artículo IV estipula que «cualquier desviación para salvar vidas o propiedades en el mar no se considerará una infracción o violación a estas reglas».
Las obligaciones del porteador no son estrictas; sólo requieren una profesionalidad razonable; además, el Artículo IV permite al porteador una amplia serie de situaciones en que pueden eximirse de sus obligaciones financieras en una reclamación. Estas exenciones incluyen la destrucción o el daño de la carga por: fuego, peligros del mar, fuerza mayor y conflictos bélicos. Una cláusula controvertida exime al porteador de responsabilidad en el caso de «negligencia o incumplimiento del capitán... en la navegación o en la gerencia del barco». Esta cláusula se considera injusta para el cargador; tanto las posteriores Reglas de Hamburgo (que requieren que los países firmantes reprueben las Reglas de La Haya—Visby) como las Reglas de Róterdam (que todavía no han entrado en vigor) rehúsan esta cláusula de exención por negligencia en la navegación o la gestión del buque.
Así, mientras que las Reglas de La Haya—Visby requieren el buen estado de navegabilidad del buque al inicio de la travesía, en las Reglas de Róterdam el naviero debe conservar la navegabilidad durante toda la travesía (dentro de unos parámetros razonables de acuerdo con el estado del mar).

## Obligaciones del cargador
Por otro lado, el cargador tiene muchas menos obligaciones, la mayoría sobreentendidas, como:
1. pagar el flete;
2. entregar la mercancía con embalaje apropiado para todo el viaje;
3. proporcionar la descripción de la mercancía detallada y honestamente;
4. no embarcar mercancías peligrosas (sin el acuerdo previo de ambas partes); y
5. tener las mercancías disponibles, en tiempo y lugar, según lo acordado.[Nota 4]

Ninguna de estas obligaciones del cargador son exigibles en estas reglas, sino que darán lugar a las actuaciones normales en un contrato de transporte.

## Otras particularidades
El porteador no se considera responsable de un posible retraso.
La responsabilidad del porteador empieza cuando se carga la mercancía en el puerto de embarque y finaliza cuando se descarga en el puerto de destino; en otras palabras, «de gancho a gancho», en inglés ‘tackle to tackle’, sin considerar operaciones previas o posteriores, ni periodos transcurridos en las terminales portuarias o en los docks.

## Límite de responsabilidad del porteador
El «Protocolo DEG de 21 de diciembre de 1979» establece el límite de responsabilidad del porteador en la que sea mayor de las dos cantidades siguientes:
- 666,67 DEG por bulto (se aplica la «regla del contenedor»,[6] que distingue palés o bultos embalados, si están descritos en el conocimiento de embarque)
- Dos unidades de cuenta DEG por kg de peso bruto

Por este motivo, es importante que los cargadores proporcionen a las navieras los datos exactos de la carga antes de la emisión del conocimiento de embarque; así podrán aparecer detallados los bultos que se transportan dentro del contenedor y el límite de la responsabilidad de la naviera puede ser mayor.

## Adhesiones
Las adhesiones y renuncias a las tres convenciones se resume en la siguiente tabla:
| País                            | 1924      | 1968      | 1979   | Comentarios |
| ------------------------------- | --------- | --------- | ------ | ----------- |
| Argelia                         | Activo    |           |        |             |
| Angola                          | Activo    |           |        |             |
| Antigua y Barbuda               | Activo    |           |        |             |
| Argentina                       | Activo    |           |        |             |
| Aruba                           | Rechazado | Activo    | Activo |             |
| Australia                       | Rechazado | Activo    |        |             |
| Bahamas                         | Activo    |           |        |             |
| Barbados                        | Activo    |           |        |             |
| Bélgica                         | Activo    | Activo    | Activo |             |
| Belice                          | Activo    |           |        |             |
| Bolivia                         | Activo    |           |        |             |
| Cabo Verde                      | Activo    |           |        |             |
| Camerún                         | Activo    |           |        |             |
| China                           |           |           |        |             |
| Chipre                          | Activo    |           |        |             |
| Croacia                         | Activo    | Activo    | Activo |             |
| Costa de Marfil                 | Activo    |           |        |             |
| Cuba                            | Activo    |           |        |             |
| Dinamarca                       | Rechazado | Activo    | Activo |             |
| Dominica                        | Activo    |           |        |             |
| Ecuador                         | Activo    | Activo    |        |             |
| Egipto                          | Activo    | Rechazado |        |             |
| Eslovenia                       | Activo    |           |        |             |
| España                          |           |           | Activo |             |
| Estados Unidos                  | Activo    |           |        |             |
| Finlandia                       | Rechazado | Activo    | Activo |             |
| Fiyi                            | Activo    |           |        |             |
| Francia                         | Activo    | Activo    | Activo |             |
| Gambia                          | Activo    |           |        |             |
| Georgia                         |           | Activo    |        |             |
| Granada                         | Activo    |           |        |             |
| Grecia                          |           |           | Activo |             |
| Guinea-Bisáu                    | Activo    |           |        |             |
| Guyana                          | Activo    |           |        |             |
| Hong Kong                       | Rechazado | Activo    | Activo |             |
| Hungría                         | Activo    |           |        |             |
| India portuguesa                | Activo    |           |        |             |
| Irán                            | Activo    |           |        |             |
| Irlanda                         | Activo    |           |        |             |
| Islas Salomón                   | Activo    |           |        |             |
| Israel                          | Activo    |           |        |             |
| Italia                          | Rechazado | Activo    | Activo |             |
| Jamaica                         | Activo    |           |        |             |
| Japón                           | Rechazado |           | Activo |             |
| Kenia                           | Activo    |           |        |             |
| Kiribati                        | Activo    |           |        |             |
| Kuwait                          | Activo    |           |        |             |
| Letonia                         | Activo    | Activo    | Activo |             |
| Líbano                          | Rechazado | Rechazado |        |             |
| Lituania                        | Activo    | Activo    | Activo |             |
| Luxemburgo                      |           |           | Activo |             |
| Macao                           | Activo    |           |        |             |
| Madagascar                      | Activo    |           |        |             |
| Malasia                         | Activo    |           |        |             |
| Mauricio                        | Activo    |           |        |             |
| México                          |           |           | Activo |             |
| Mónaco                          | Activo    |           |        |             |
| Mozambique                      | Activo    |           |        |             |
| Nauru                           | Activo    |           |        |             |
| Nigeria                         | Activo    |           |        |             |
| Noruega                         | Rechazado | Activo    | Activo |             |
| Nueva Zelanda                   |           |           | Activo |             |
| Países Bajos                    | Rechazado | Activo    | Activo |             |
| Palestina                       | Activo    |           |        |             |
| Papúa Nueva Guinea              | Activo    |           |        |             |
| Paraguay                        | Rechazado |           |        |             |
| Perú                            | Activo    |           |        |             |
| Polonia                         | Activo    | Activo    | Activo |             |
| Portugal                        | Activo    |           |        |             |
| Reino Unido                     | Rechazado | Activo    | Activo |             |
| Reino de Sarawak                | Activo    |           |        |             |
| República Democrática Alemana   | Activo    |           | Activo |             |
| República Democrática del Congo | Activo    |           |        |             |
| República Federal Alemana       | Activo    |           |        |             |
| Rumanía                         | Rechazado |           |        |             |
| Rusia                           |           |           | Activo |             |
| Sabah                           | Activo    |           |        |             |
| San Cristóbal y Nieves          | Activo    |           |        |             |
| San Vicente y las Granadinas    | Rechazado |           |        |             |
| Santo Tomé y Príncipe           | Activo    |           |        |             |
| Santa Lucía                     | Activo    |           |        |             |
| Senegal                         | Activo    |           |        |             |
| Seychelles                      | Activo    |           |        |             |
| Sierra Leona                    | Activo    |           |        |             |
| Singapur                        | Activo    | Activo    |        |             |
| Siria                           | Activo    | Activo    |        |             |
| Somalia                         | Activo    |           |        |             |
| Sri Lanka                       | Activo    | Activo    |        |             |
| Suecia                          | Rechazado | Activo    | Activo |             |
| Suiza                           | Activo    | Activo    | Activo |             |
| Tanzania                        | Activo    |           |        |             |
| Timor portugués                 | Activo    |           |        |             |
| Tonga                           | Activo    | Activo    |        |             |
| Trinidad y Tobago               | Activo    |           |        |             |
| Turquía                         | Activo    |           |        |             |
| Tuvalu                          | Activo    |           |        |             |
| Yugoslavia                      | Activo    |           |        |             |